# سيرجيو رومو
سيرجيو رومو (بالإنجليزية: Sergio Romo)‏ هو لاعب كرة قاعدة أمريكي، ولد في 4 مارس 1983 في براولي في الولايات المتحدة.

## وصلات خارجية
- سيرجيو رومو على موقع دوري كرة القاعدة الرئيسي (الإنجليزية)
- سيرجيو رومو على موقعبيزبول رفرنس.كوم (الدوري الرئيسي) (الإنجليزية)
- سيرجيو رومو على موقعبيزبول رفرنس.كوم (الدوري الثانوي) (الإنجليزية)
- سيرجيو رومو على موقع إي إس بي إن.كوم (أم.أل.بي) (الإنجليزية)
- سيرجيو رومو على موقع مشجعي الرسوم البيانية (الإنجليزية)